# Gärdesloppet
Gärdesloppet var en  hastighetstävling för bilar, som kördes på 1920-talet, arrangör var KAK, Kungliga Automobil Klubben. Banan var en 2,6 kilometer lång slinga på Gärdet i Stockholm.  Officiellt namn var Kappkörning å Ladugårdsgärde, vilket i folkmun och press blev till ”Gärdesloppet”.  Nutidens Gärdesloppet går tillbaka till mitten av 1990-talet och körs med veteranbilar på Södra Djurgården.
Vid första tävlingen den 12 februari 1922 var även Gustaf V och andra kungligheter närvarande. Då deltog 29 bilar i sju olika klasser bland annat en Minerva som kördes av den på sin tid kände bildirektören Hans Osterman (Ostermans marmorhallar). För att locka åskådare hade tävlingsbilarna körts i kortege genom Stockholm.
Dagens Gärdesloppet är ett veteranbilsrally som årligen äger rum sedan 1994, återuppväckt av Staffan Kjellberg som utvecklade det till ett av Sveriges största, årliga, endagsevenemang. Gärdesloppet körs på en 2,5 kilometers slinga runt Södra Djurgården. Deltagare är racer-/sportbilar i tre klasser, 50 år och äldre, som kappkör banan mot en idealtid. Slingan skall köras tre varv. Vid 2000 års Gärdesloppet invigde Prinsessan Lilian officiellt det övergripande namnet ”Prins Bertil Memorial”, efter maken “motorprinsen” Prins Bertil. I samband med själva veteranbilstävlingen arrangeras en motorhistorisk färd genom Stockholm, uppvisning av veteranfordon på Frisens park vid Biskopsudden, flygshow, Classic Boat Show, Grand Prix i lådbil och annan underhållning.
Efter det 25;e Gärdesloppet återgick arrangemanget år 2017, i form av  Gärdesloppet med Prins Bertil Memorial till KAK - 95 år efter premiären av Sveriges första rundbanetävling för bilar.

## Bilder, Gärdesloppet och Prins Bertil Memorial

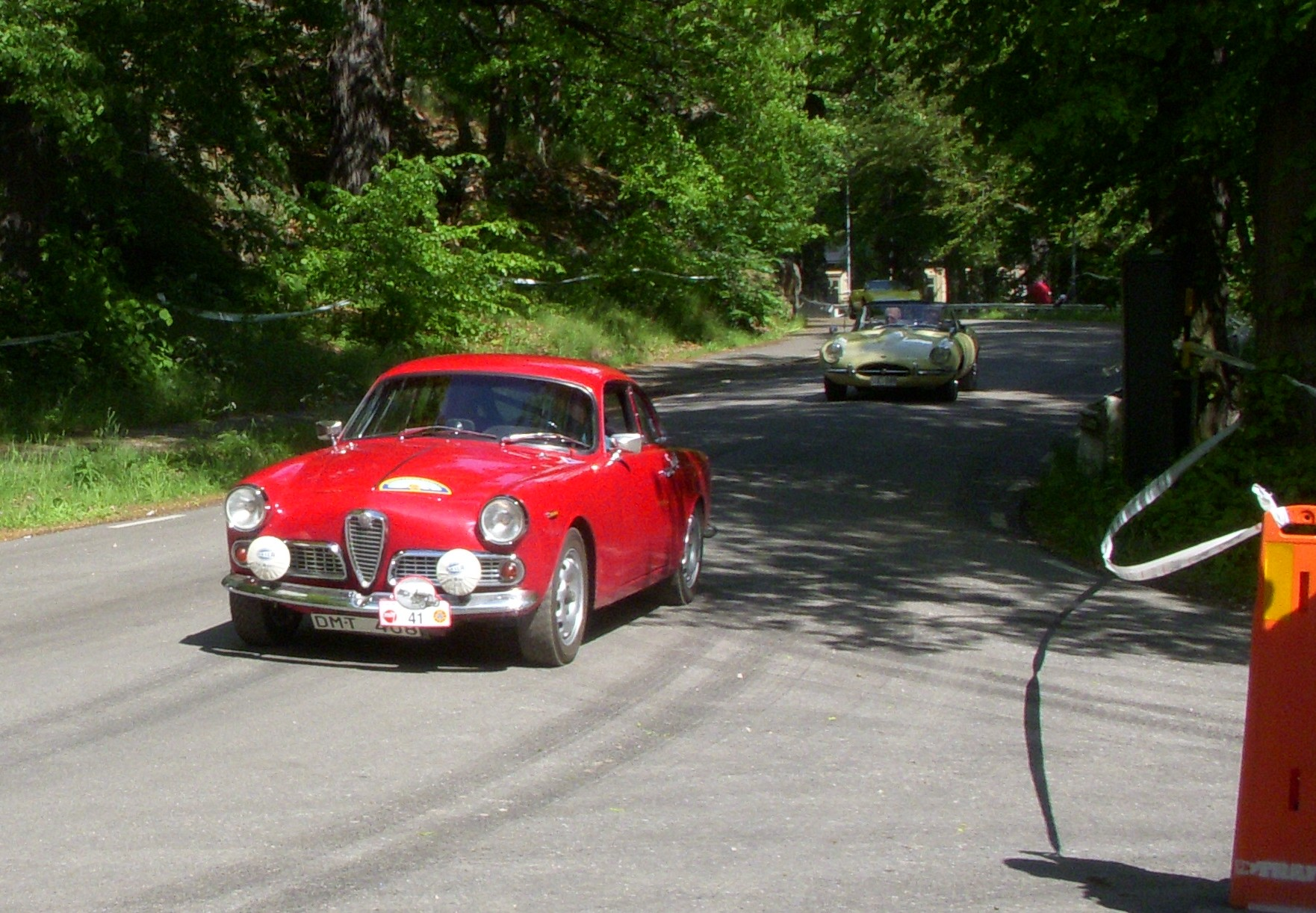
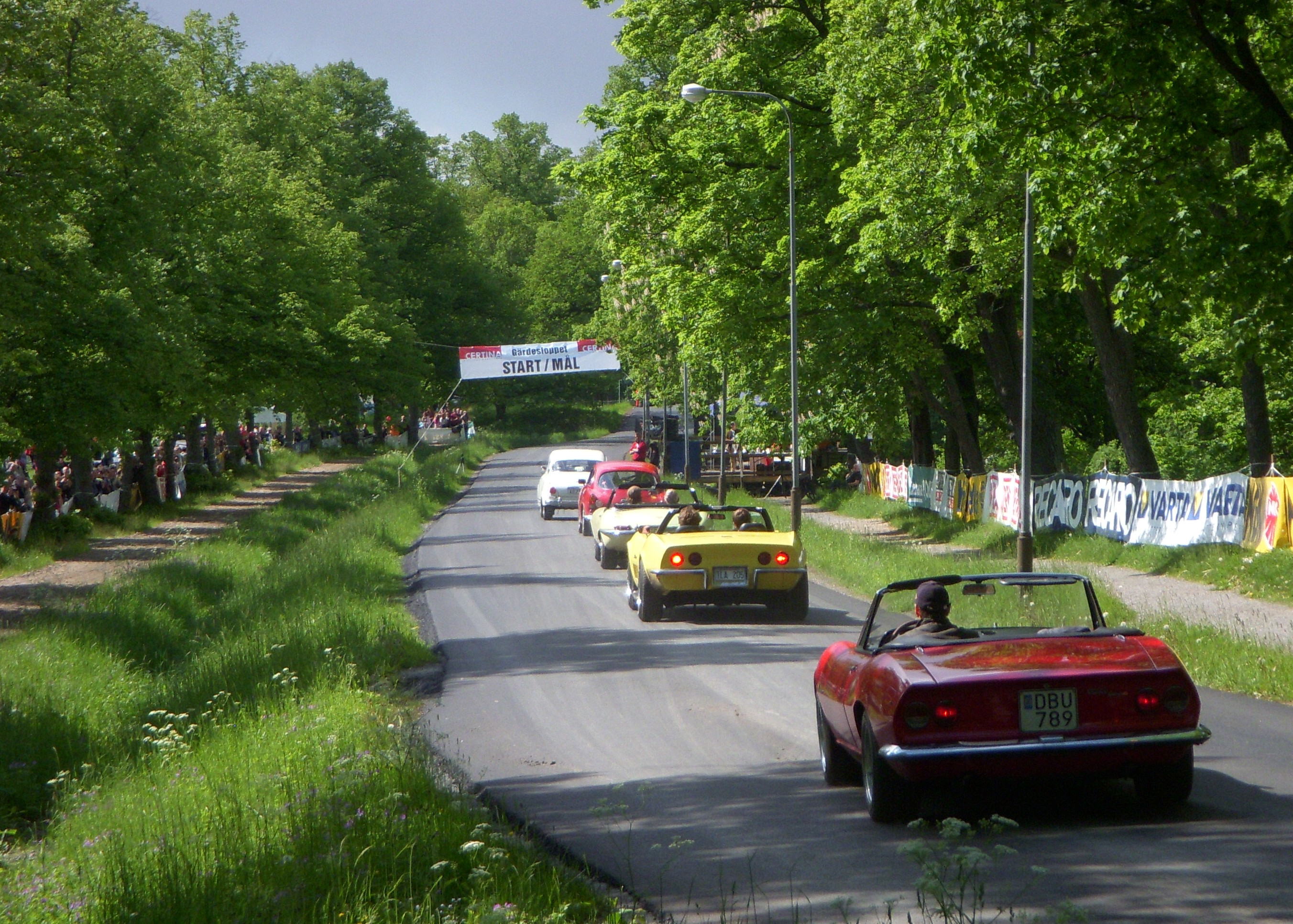
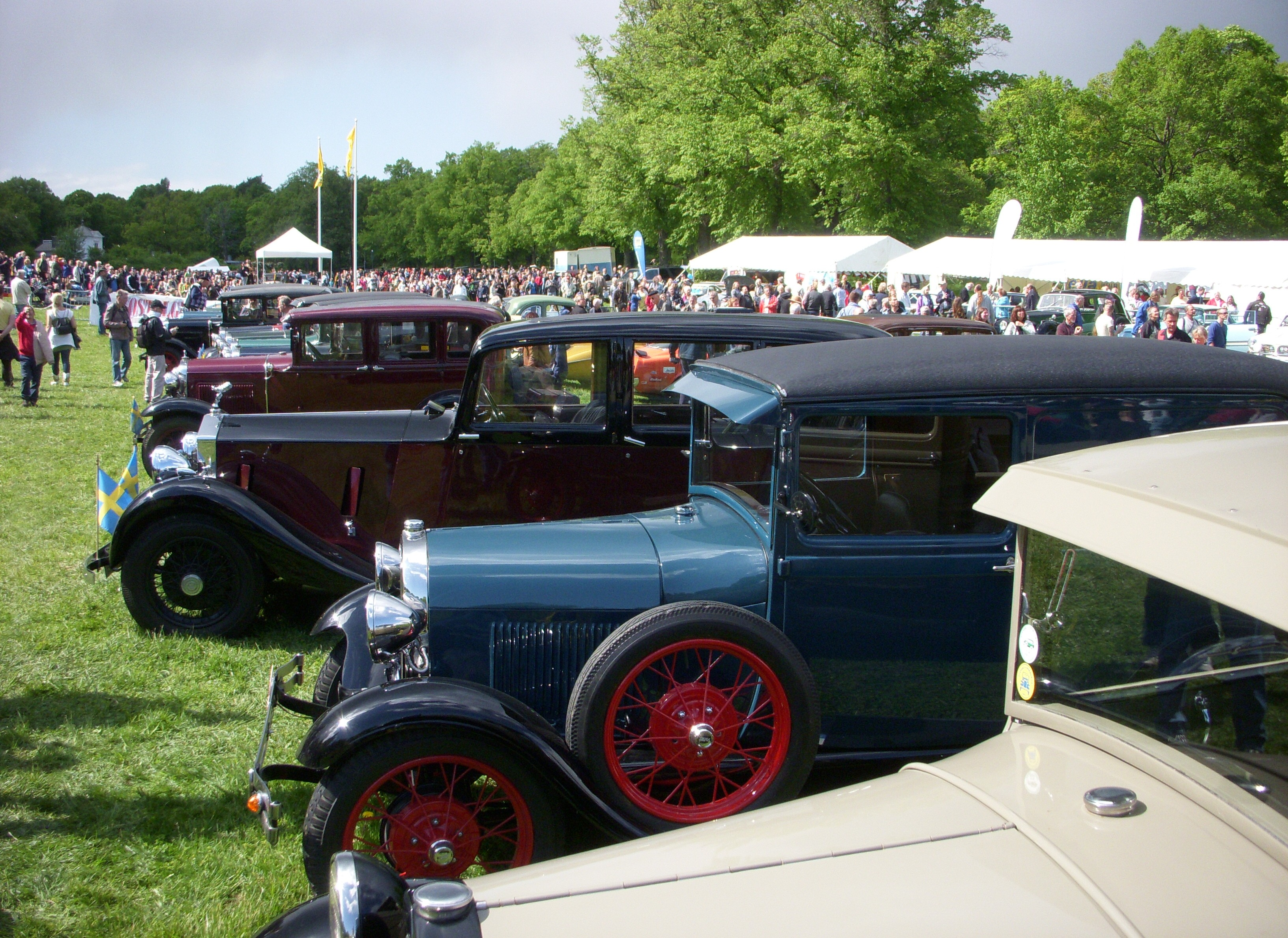
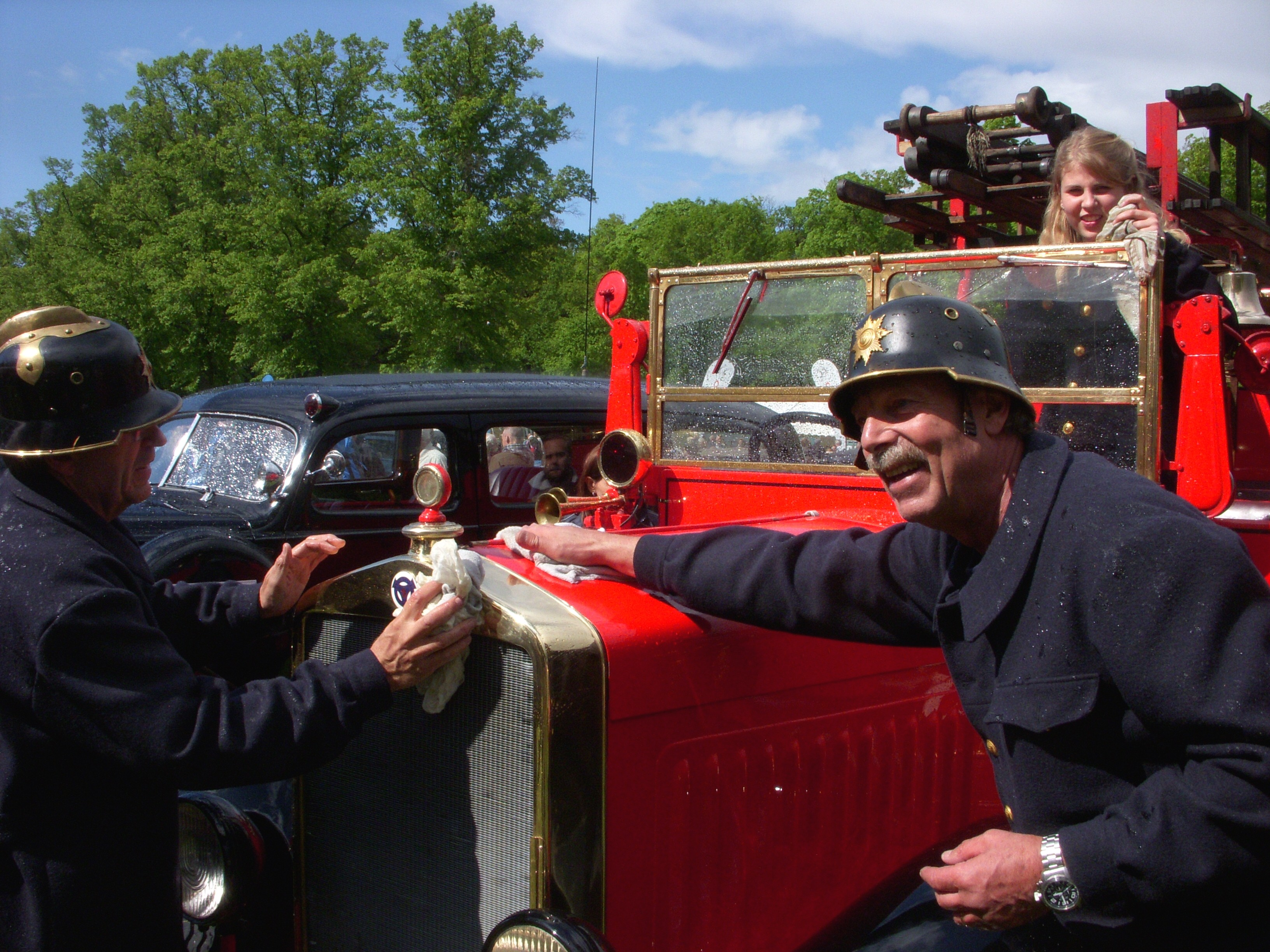
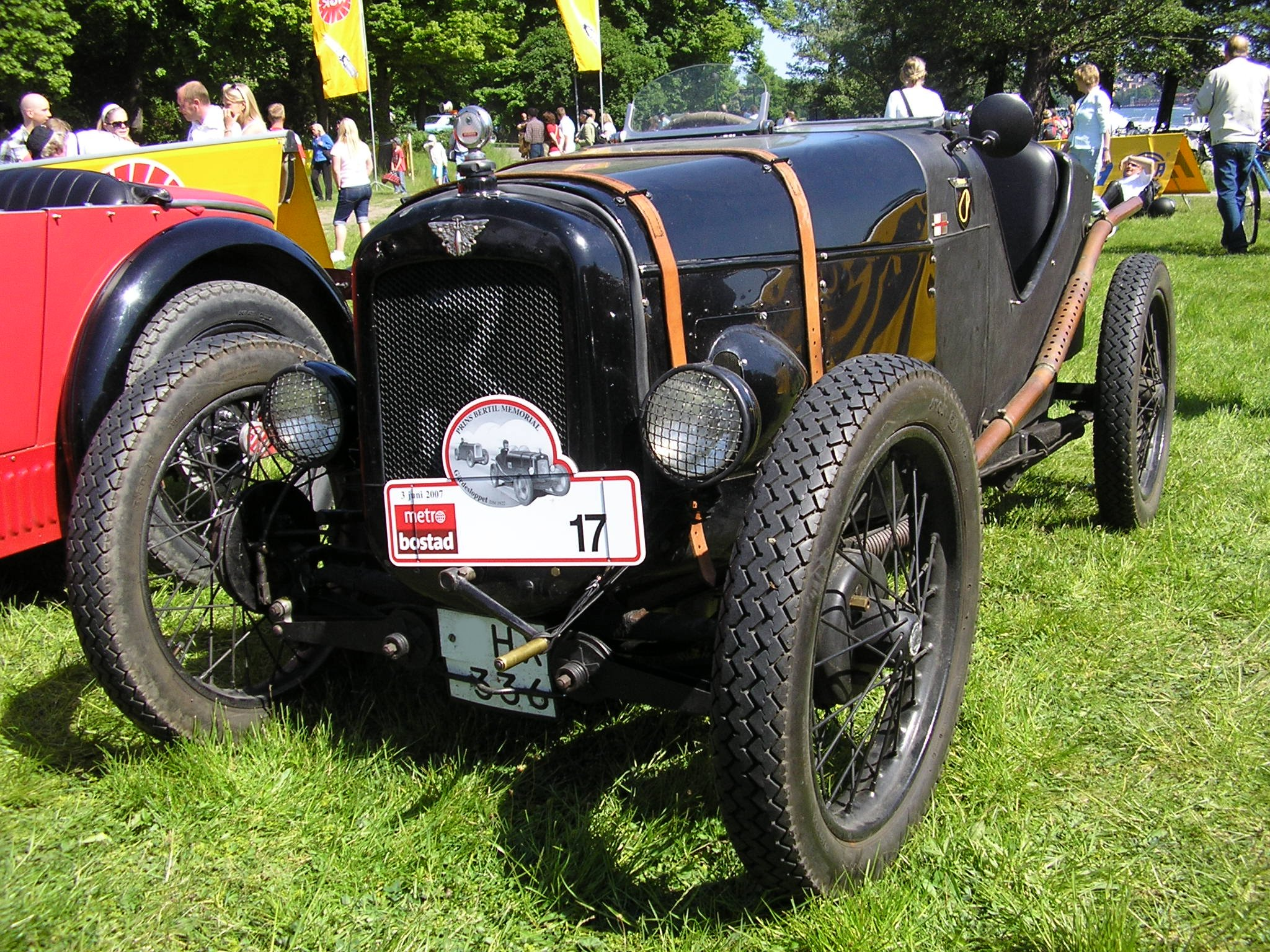
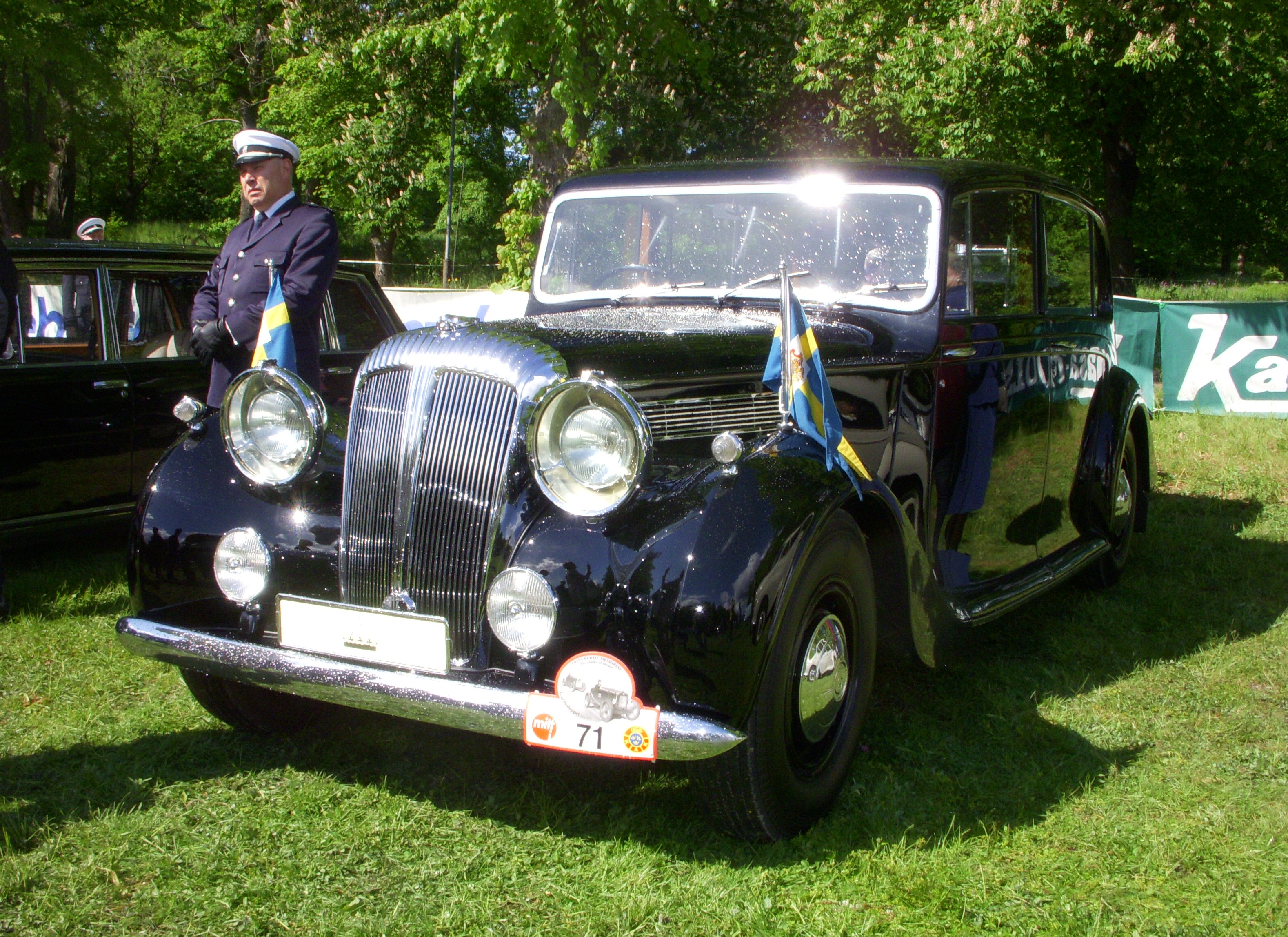